# Cressier (Friburgo)
Cressier (en alemán Grissach) es una comuna suiza del cantón de Friburgo, situada en el distrito de See/Lac. Limita al norte con las comunas de Münchenwiler (BE) y Salvenach, al este con Jeuss, al sur con Gurmels y Wallenried, y al oeste con Courlevon.

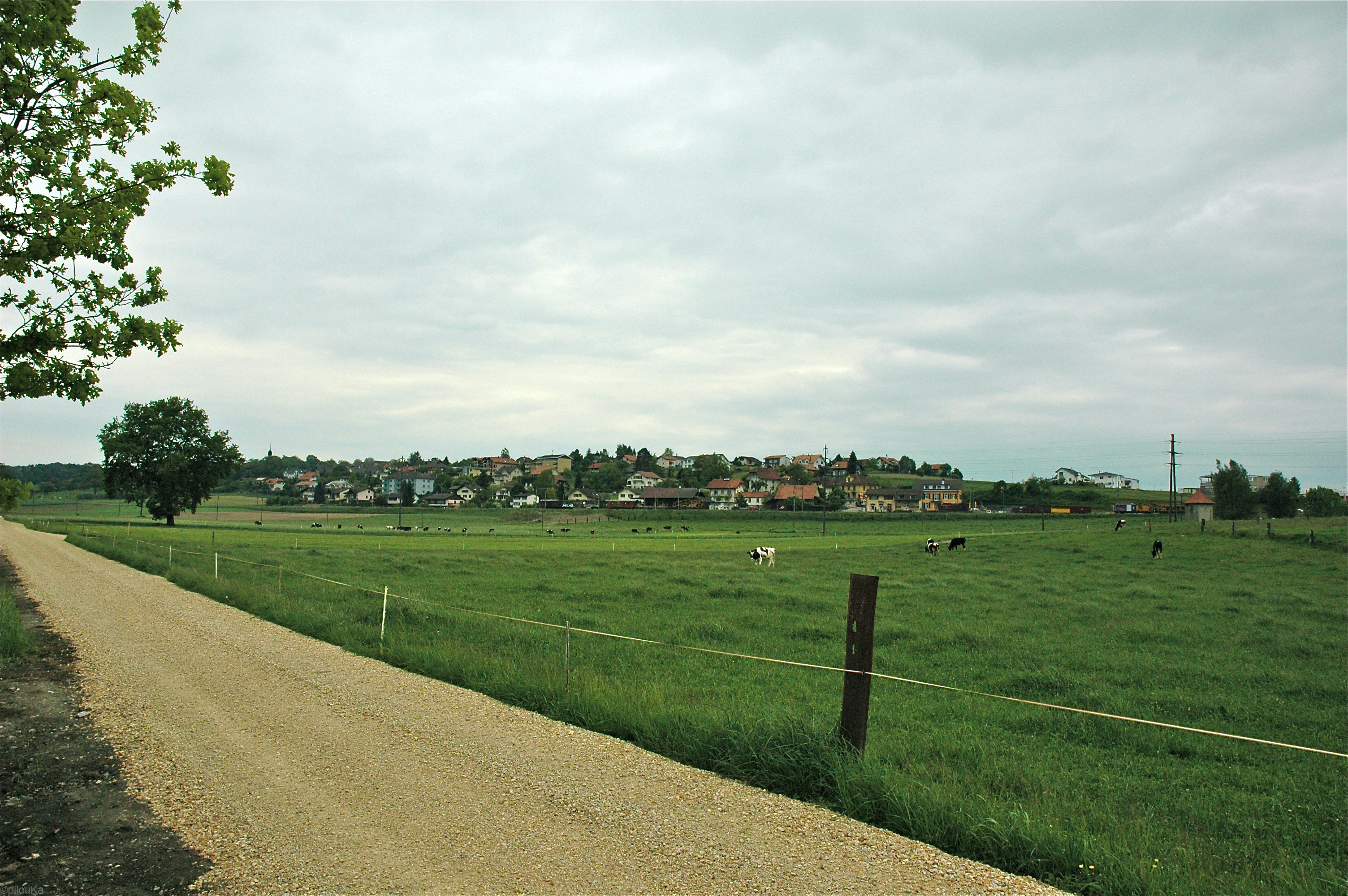
Cultivos en Cressier.

## Transportes
Ferrocarril
Cuenta con una estación ferroviaria en la que efectúan parada trenes regionales.